# Juquitiba
Juquitiba este un oraș în São Paulo (SP), Brazilia.